# Павлов, Владимир Анатольевич
Влади́мир Анато́льевич Па́влов (род. 6 мая 1956 года, Шибертуй,  Бурятская АССР, СССР) — российский политик. Председатель Народного Хурала Республики Бурятия VI созыва с 19 сентября 2018 года.

## Биография
Владимир Павлов родился 6 мая 1956 года в улусе Шибертуй Бичурского района Бурятской АССР.
После учебы в средней школе поступил в Бурятский сельскохозяйственный институт, который окончил в 1978 году по специальности «Инженер-механик». Трудовую деятельность начал главным инженером совхоза «Новосретенский», в должности которого проработал до 1987 года.
В 1987 году назначен директором совхоза «Новосретенский».
С 1994 года по 2002 год работает председателем сельскохозяйственного производственного кооператива «Новосретенский». Избирался депутатом районного Совета депутатов 3-х созывов.
Избирался депутатом Народного Хурала Республики Бурятия II, III и IV созывов.
В 2002 и 2007 годах избирался председателем Комитета Народного Хурала Республики Бурятия по земельным вопросам, аграрной политике и потребительскому рынку – одного из ведущих Комитетов парламента республики.
В должности председателя Комитета показал себя опытным и профессиональным руководителем, стал инициатором принятия более 30 законов Бурятии, которые имели важное значение для социально-экономического развития республики.
С октября 2005 года по август 2007 года был председателем Бурятского регионального отделения политической партии «Аграрная партия России».
В декабре 2008 года был избран секретарем БРО ВПП «Единая Россия».
9 сентября 2018 года был избран Народный Хурал Бурятии шестого созыва.
19 сентября 2018 года на первом заседании парламента Владимир Павлов был избран Председателем Народного Хурала. За Владимира Павлова проголосовали 45 депутатов, против» - 18. Всего голосовали 64 человека из 66 парламентариев.

## Награды и звания
- Почетные грамоты и благодарности администрации Бичурского района, правительства Республики Бурятия, Народного Хурала Республики Бурятия, Государственной Думы Федерального Собрания Российской Федерации;
- Заслуженного работника сельского хозяйства Республики Бурятия (1993)
- В 2006 году указом президента РФ В.В. Путина награжден государственной наградой РФ – медалью «За труды по сельскому хозяйству»[4].
- Орден Полярной звезды (2024, Монголия)[5].

## Личная жизнь
Свободно говорит на бурятском языке.